# Paray-Vieille-Poste
Paray-Vieille-Poste település Franciaországban, Essonne megyében. Lakosainak száma 7956 fő (2022. január 1.). Paray-Vieille-Poste Rungis, Savigny-sur-Orge, Athis-Mons, Morangis, Wissous, Orly és Villeneuve-le-Roi községekkel határos.

## Népesség
A település népességének változása:
| Lakosok száma | 7290 | 7437 | 7473 | 7457 | 7503 | 7814 | 7823 | 7868 | 7956 |
|               | 2013 | 2015 | 2016 | 2017 | 2018 | 2019 | 2020 | 2021 | 2022 |